# Schwach unbedingte Cauchy-Reihe
Schwach unbedingte Cauchy-Reihen, auch schwach unbedingt konvergente Reihen oder kürzer WUC-Reihen genannt, werden im mathematischen Teilgebiet der Funktionalanalysis untersucht. Es handelt sich um nicht notwendigerweise konvergente Reihen in Banachräumen mit einer gewissen Zusatzeigenschaft.

## Definition
Es seien {\displaystyle X} ein Banachraum, {\displaystyle X^{*}} sein Dualraum und {\displaystyle \textstyle \sum _{n}x_{n}} eine Reihe in {\displaystyle X}, womit wie immer die Folge der Partialsummen gemeint ist. Die Reihe heißt schwach unbedingt Cauchy oder schwach unbedingt konvergent, falls {\displaystyle \textstyle \sum _{n\in \mathbb {N} }|x^{*}(x_{n})|<\infty } für jedes stetige, lineare Funktional aus {\displaystyle X^{*}} gilt.
Diese Eigenschaft wird nach der englischen Bezeichnung weakly unconditionally Cauchy bzw. weakly unconditionally convergent auch mit WUC abgekürzt.

## Bemerkungen
Die Bezeichnung schwach in obiger Definition meint, dass es sich um eine Eigenschaft handelt, die bezüglich jedem {\displaystyle x^{*}\in X^{*}} gelten muss.
Der Namensbestandteil unbedingt rührt daher, dass man die Bedingung {\displaystyle \textstyle \sum _{n\in \mathbb {N} }|x^{*}(x_{n})|<\infty } auch durch die unbedingte Konvergenz der Reihe {\displaystyle \textstyle \sum _{n\in \mathbb {N} }x^{*}(x_{n})} ersetzen kann, denn im Grundkörper stimmen unbedingte Konvergenz und absolute Konvergenz überein. Eine unmittelbare Konsequenz aus dieser Beobachtung ist, dass jede Umordnung einer WUC-Reihe wieder WUC ist.
Da die Folge der Partialsummen einer WUC-Reihe offenbar eine schwache Cauchy-Folge ist, erklärt sich auch der Namensbestandteil Cauchy. Die Verwendung von konvergent kann irreführend sein, denn es liegt im Allgemeinen keine schwache Konvergenz der Reihe vor.

## Charakterisierung
Für eine Reihe {\displaystyle \textstyle \sum _{n}x_{n}} in einem Banachraum {\displaystyle X} sind folgende Aussagen äquivalent:
- {\displaystyle \textstyle \sum _{n}x_{n}} ist WUC
- Es gibt eine Konstante {\displaystyle C>0}, so dass

{\displaystyle \sup _{n\in \mathbb {N} }\left\|\sum _{k=1}^{n}t_{k}x_{k}\right\|\leq C\sup _{n\in \mathbb {N} }|t_{n}|}
für alle Folgen {\displaystyle (t_{n})_{n}} aus dem Folgenraum {\displaystyle \ell ^{\infty }} gilt.
- Es gibt eine Konstante {\displaystyle C>0}, so dass

{\displaystyle \sup _{n\in F}\left\|\sum _{k=1}^{n}t_{k}x_{k}\right\|\leq C}
für jede endliche Teilmenge {\displaystyle F\subset \mathbb {N} } und jede Wahl von Vorzeichen {\displaystyle t_{n}\in \{-1,+1\}} gilt.
- Für jede Nullfolge {\displaystyle (t_{n})_{n}\in c_{0}} konvergiert {\displaystyle \textstyle \sum _{n}t_{n}x_{n}} in {\displaystyle X}
- Es gibt einen stetigen, linearen Operator {\displaystyle T:c_{0}\rightarrow X} mit {\displaystyle T(e_{n})=x_{n}} für alle {\displaystyle n\in \mathbb {N} }, wobei {\displaystyle e_{n}} die n-te Einheitsfolge in {\displaystyle c_{0}} sei, das heißt {\displaystyle e_{n}} ist die Folge, die an n-ter Stelle eine 1 und an allen anderen Stellen eine 0 hat.

## Vergleich mit unbedingter Konvergenz
Es ist klar, dass unbedingt konvergente Reihen WUC sind. Die Umkehrung gilt im Allgemeinen nicht. Betrachte dazu die Reihe {\displaystyle \textstyle \sum _{n}e_{n}} der Einheitsfolgen in {\displaystyle c_{0}}. Jedes {\displaystyle x^{*}\in c_{0}^{*}} wird bekanntlich durch eine absolutkonvergente Reihe {\displaystyle (\xi _{n})_{n}\in \ell ^{1}} gegeben. Daher ist
{\displaystyle \sum _{n\in \mathbb {N} }|x^{*}(e_{n})|=\sum _{n\in \mathbb {N} }|\xi _{n}\cdot 1|<\infty },
das heißt, {\displaystyle \textstyle \sum _{n}e_{n}} ist WUC. Aber diese Reihe konvergiert nicht in {\displaystyle c_{0}}, ist also insbesondere nicht unbedingt konvergent. Der folgende Satz gibt Bedingungen an, unter denen eine WUC-Reihe unbedingt konvergiert.
- Es sei {\displaystyle \textstyle \sum _{n}x_{n}} eine WUC-Reihe in einem Banachraum {\displaystyle X} und {\displaystyle T} sei der nach obiger Charakterisierung existierende Operator {\displaystyle T:c_{0}\rightarrow X} mit {\displaystyle T(e_{n})=x_{n}}. Dann sind folgende Aussagen äquivalent:
  - {\displaystyle \textstyle \sum _{n}x_{n}} ist unbedingt konvergent.
  - T ist kompakt.
  - T ist schwach kompakt
  - T ist strikt singulär.

Nach dem folgenden auf Czesław Bessaga und Aleksander Pełczyński zurückgehen Satz kann man die Räume, in denen jede WUC-Reihe unbedingt konvergiert,  charakterisieren. Dieser Satz zeigt gleichzeitig, dass das oben angegebene Gegenbeispiel im Wesentlichen das einzige ist.
- Ein Banachraum hat genau dann die Eigenschaft, dass jede WUC-Reihe unbedingt konvergiert, wenn er keinen zu {\displaystyle c_{0}} isomorphen Unterbanachraum enthält.[6]